# Rund um Krefeld

Jean Rosellen, Sieger 1913

Das Straßenradrennen Rund um Krefeld war eine Radsportveranstaltung in Deutschland. Es war ein Wettbewerb, der als Eintagesrennen ausgetragen wurde.

## Geschichte
Rund um Krefeld wurde 1909 begründet und wurde mit Unterbrechungen bis 1920 als Rennen für Berufsfahrer rund um die Stadt Krefeld veranstaltet. Der Erste Weltkrieg unterbrach die Tradition des Rennens, danach fand es nur noch einmal als Profirennen statt.

## Palmarès
| Jahr      | Sieger            | Zweiter          | Dritter         |
| --------- | ----------------- | ---------------- | --------------- |
| 1909      | Carl Floeck       | Willi Pongs      | Albert Eickholl |
| 1910      | Fritz Schallwig   | Hans Ludwig      | Albert Eickholl |
| 1911      | Carl Floeck       | Peter Roggenbuck | Teuwen          |
| 1912      | Franz Suter       | Jean Rosellen    | Fritz Schallwig |
| 1913      | Jean Rosellen     | Ernst Franz      | Lewis           |
| 1914–1919 | nicht ausgetragen |                  |                 |
| 1920      | Fritz Fischer     | Carl Floeck      | Kintzen         |